# Recogida selectiva de basura

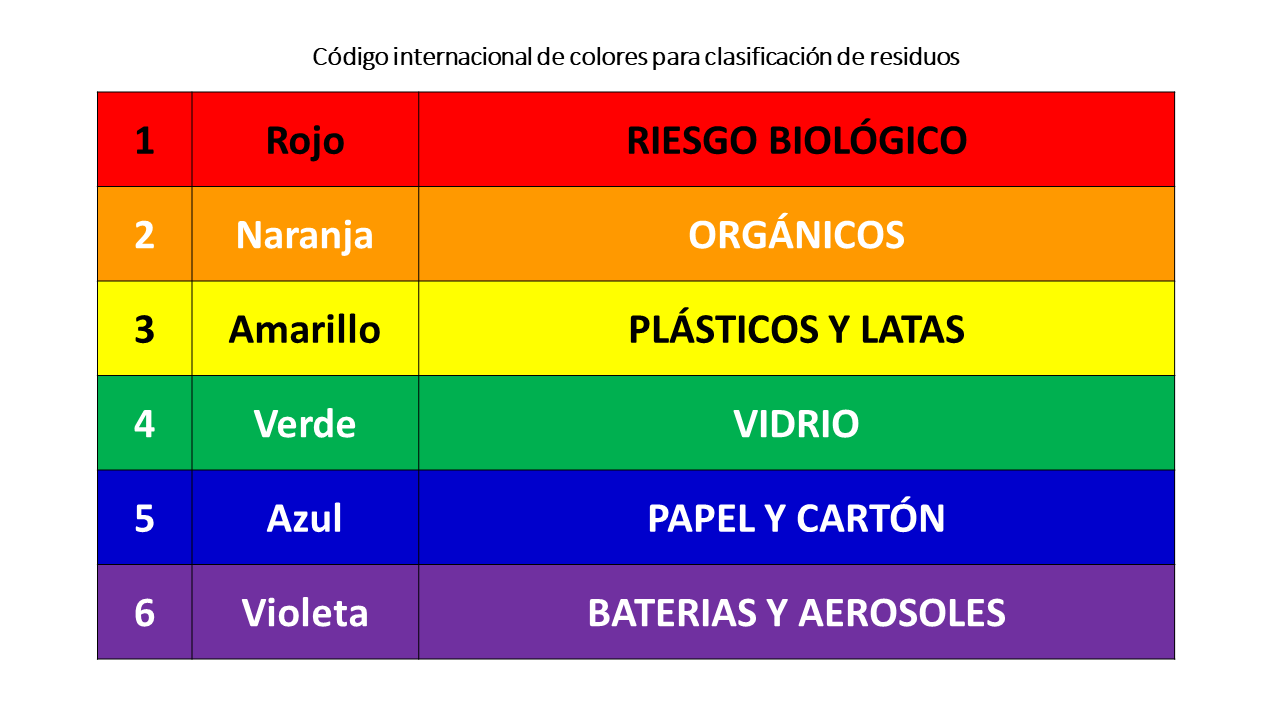
Código internacional de colores para la clasificación de residuos de residuos.

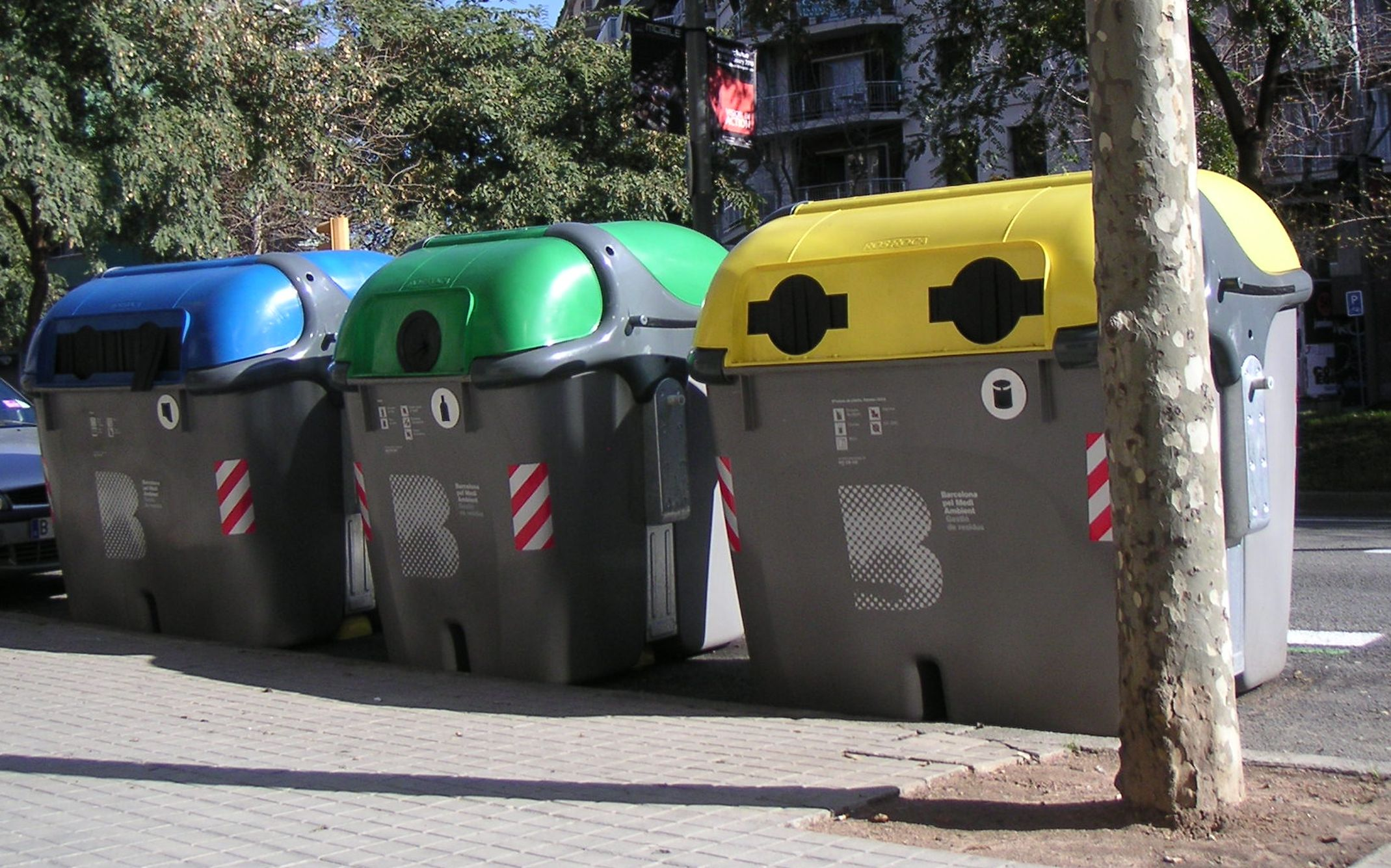
Contenedores en Barcelona. El azul es para papel, el verde para vidrio y el amarillo para plástico.

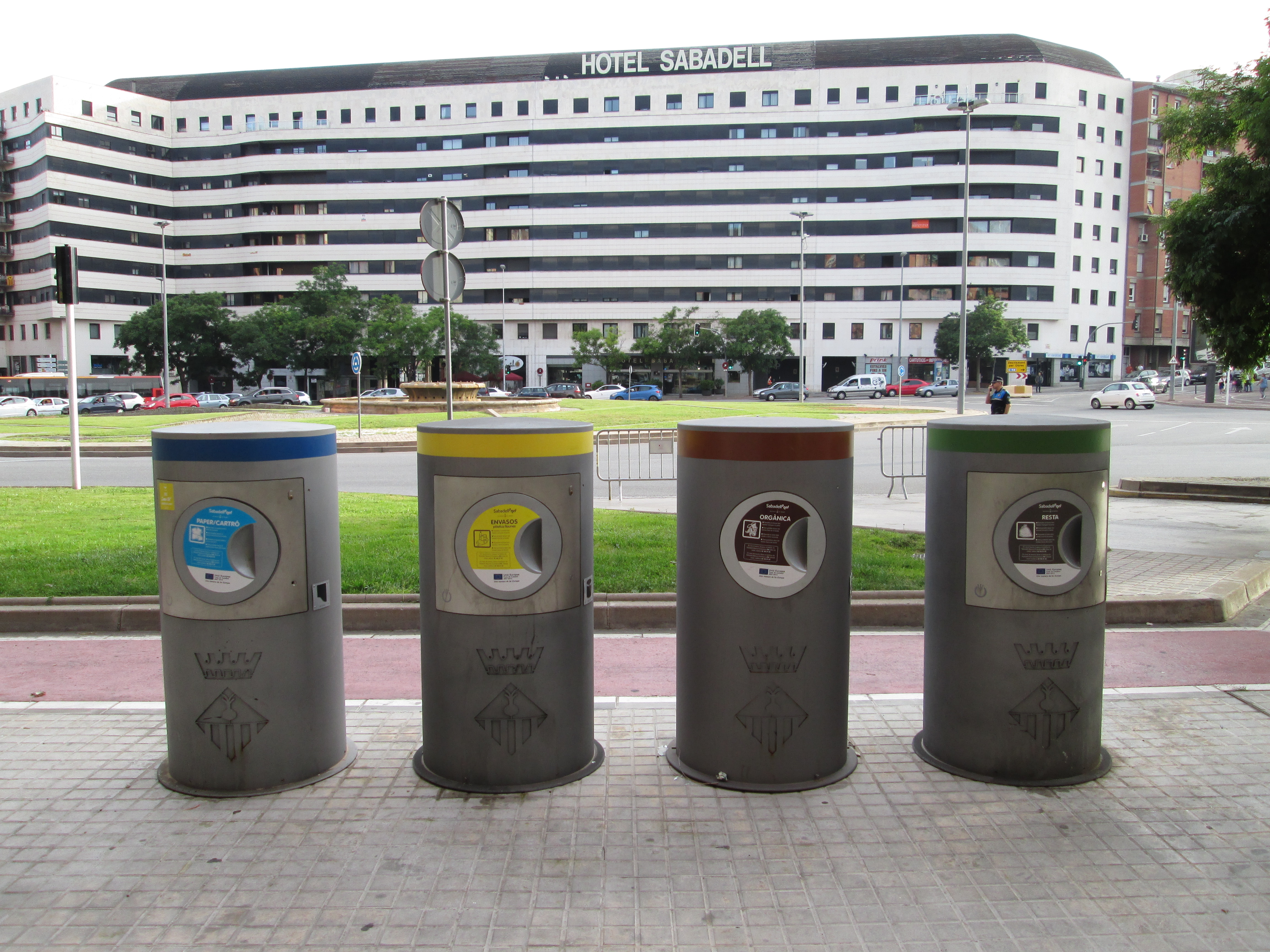
Recogida selectiva de residuos en Sabadell mediante el sistema de recogida neumática.

La  recogida selectiva define el proceso de separación de los residuos sólidos urbanos y su depósito en diferentes contenedores para que sean recogidos adecuadamente para recibir tratamientos con la finalidad de ser reciclados. A pesar de los sistemas de recogida selectiva una parte importante de los residuos no pueden reciclarse. 
Para la recogida selectiva es fundamental una dotación adecuada de medios de recogida: contenedores, vehículos y personal de modo que se pueda mantener la selección de materiales durante todo el proceso de recogida, tratamiento y valorización de los residuos. También puede ser útil un incentivo económico (por ejemplo reducción de la tasa de basura) como es el caso en Alemania y otros países del norte. O un Sistema de depósito y reembolso, como es el caso en la mayoría de los países de la Unión Europea, menos España y algunos otros países. 
Igualmente, juega un papel importante la colaboración ciudadana: los vecinos separan los residuos aprovechables del resto de los residuos y los depositan en los contenedores apropiados. Para conseguir esta colaboración se sensibiliza a la población mediante campañas de educación ambiental. Sin embargo cualquier sistema con incentivo económico parece ser más eficiente que la sola educación medio ambiental, según estudios. 
Para facilitar la selección, los contenedores se diferencian por su color y, en ocasiones, por su forma.

## Recogida selectiva de envases ligeros

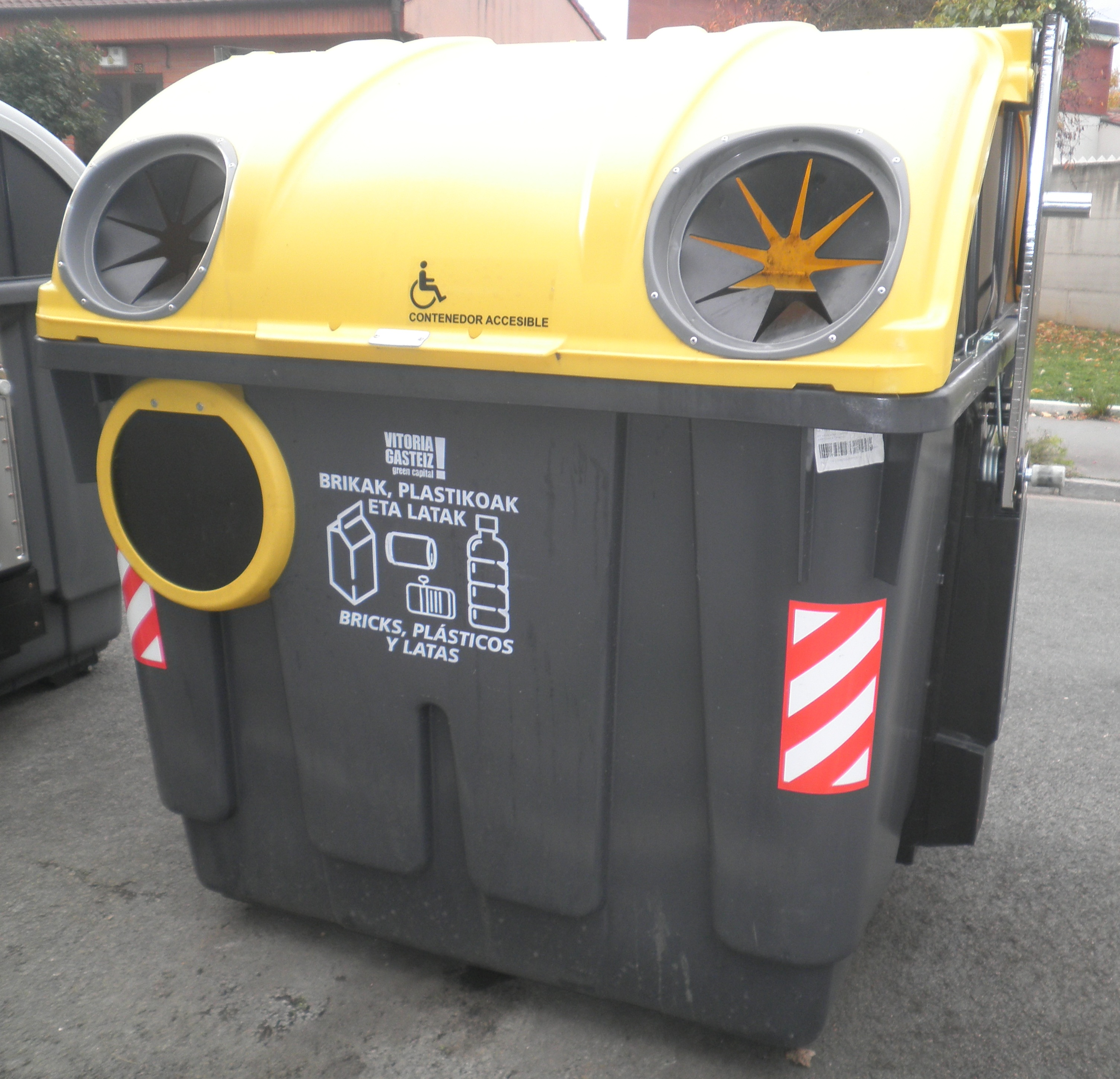
Contenedor para reciclado de envases en Vitoria, España

La recogida selectiva de envases ligeros nace en Europa en la década de 1990 como un requisito legal para abordar los costes económicos y el impacto ambiental de los residuos de envases de usar y tirar. Desde la aprobación de la Directiva 2008/98/CE del Parlamento Europeo y del Consejo, de 19 de noviembre de 2008, sobre los residuos se plantea un cambio, pasando de la recogida selectiva de envases ligeros a la recogida separada de materiales.
Los Estados miembros tomarán medidas para fomentar un reciclado de alta calidad y, a este fin, establecerán una recogida separada de residuos, cuando sea técnica, económica y medioambientalmente factible y adecuada, para cumplir los criterios de calidad necesarios para los sectores de reciclado correspondientes.
Una forma de llevar a cabo esta recogida es la entrega, por parte del usuario final, de este tipo de envases se hace en los contenedores amarillos que se encuentran instalados en la vía pública y, en algunas ciudades, en los portales y espacios comunes de las fincas. Para conseguir una mayor capacidad y funcionalidad, es preferible que los envases ligeros estén vacíos y aplastados, ocupando un menor volumen.
Otros puntos de recogida pueden ser los puntos limpios, espacios municipales que reúnen los distintos contenedores de la recogida selectiva. En sistemas basados en depósito, devolución y retorno, la entrega de los envases vacíos se realiza en los propios establecimientos comerciales, que cobran una fianza al consumidor en la compra del producto envasado y la devuelven en la entrega del envase vacío.
Posteriormente, los diferentes materiales mezclados en el contenedor amarillo (varios plásticos, acero, aluminio y envases complejos formados por distintos materiales como briks) que se entregan en los contenedores deben ser tratados en plantas de clasificación y separados por tipos de materiales para cada fracción reciclable.
El reciclaje de los envases ligeros permite disminuir el volumen de agua y energía gastado en su fabricación y, además, permite disminuir el volumen de residuos destinados al vertedero, así como el consumo de materias primas.
Este tipo de recogida se basa en legislación sobre la responsabilidad ampliada del productor. En España está vigente el Real Decreto 1055/2022, de 27 de diciembre, de envases y residuos de envases, en cuyo Anexo I se recoge una lista de ejemplos ilustrativos de la interpretación de la definición de envase. En particular y a modo de ejemplo se consideran envases ligeros, y deberían depositarse en el contenedor amarillo: 
- Envases de plástico (de agua, leche, detergentes, yogures ...), que deben ir en el contenedor amarillo. Estos residuos son reciclados para la fabricación de bolsas de plástico, mobiliario urbano ... o bien para obtener nuevos envases no aptos para uso alimentario (lejías, detergentes ...).
- Tetra Brik (de leche, vino ...), que pueden ser reciclados aprovechando todos sus componentes (fabricación de aglomerado) o bien aprovechando por separado cada material (reciclaje del papel y valorización energética del polietileno y el aluminio).
- Envases de aluminio o de lata (de bebidas, conservas ...) que son reciclables, salvo por el recubrimiento plástico interior y las capas exteriores de pinturas y barnices.
- Bolsas de plástico,
- Papel de aluminio,
- Bandejas de poliestireno.

En muchas ciudades la recogida selectiva de envases se realiza con modelos diferentes al del contenedor amarillo. Por ejemplo el sistema “húmedo-seco” atiende a varias capitales de provincia y municipios de España. En Madrid la última ordenanza municipal de residuos incorpora los criterios de la recogida separada de materiales, dedicando el contenedor amarillo a la recogida de todo tipo de residuos de plástico y metales de origen doméstico, no solo envases ligeros:
Artículo 37. Clases de recipientes.
Los recipientes señalados en el apartado anterior quedarán identificados en base al tipo de residuos que recepcionen separadamente de la siguiente forma:
a) Color amarillo para el caso de la fracción plásticos, metales y brik.
b) Color azul para la fracción papel-cartón.
c) Color verde para la fracción envases de vidrio.
d) Color marrón para la fracción orgánica o biorresiduo.
e) Color rosa para la fracción ropa usada.
f) Color naranja (sólo tapa) para la fracción resto no reciclable.
g) Color naranja para el aceite vegetal usado (todo el recipiente).
Artículo 48. Separación, depósito y recogida de plásticos, metales y briks.

1. Los residuos de plástico o metal y brik se depositarán en el interior de los recipientes que disponga el Ayuntamiento en cada momento para la recogida de esta fracción, tanto contenedores en espacio público como en cubos asignados a productores de este residuo. Los residuos de plástico, metal y brik, salvo aquellos que sean voluminosos, deberán depositarse dentro de los recipientes siempre que sea posible introducirlos a través de sus bocas sin colapsar su capacidad. Los elementos de mayores dimensiones deberán depositarse según su tipología según lo dispuesto en el VI del presente título. Los residuos se deberán depositar en bolsas de plástico de resistencia adecuada y cerradas, para evitar la contaminación de dicha fracción.

## Recogida selectiva de cartón

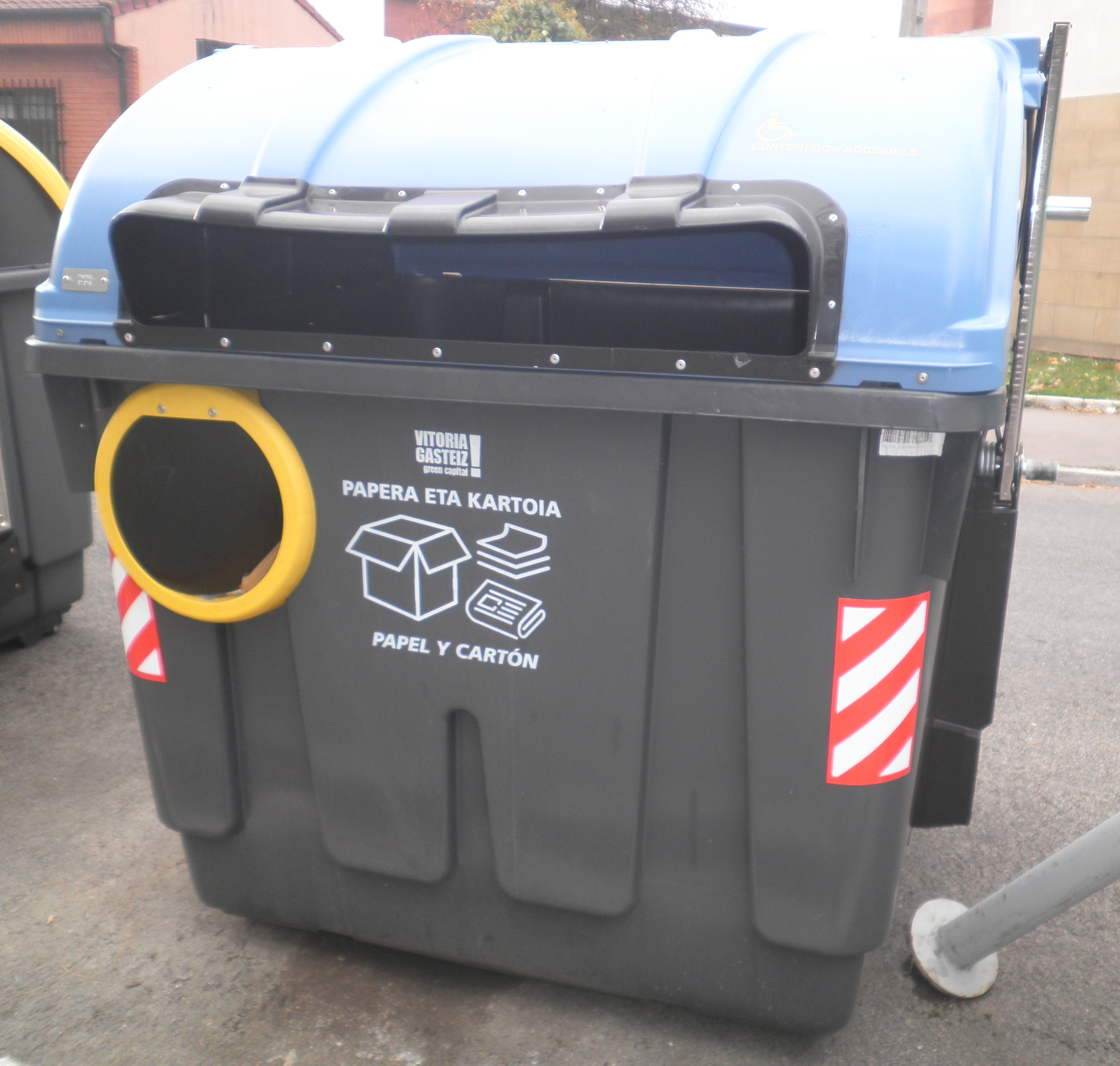
Contenedor para el reciclaje de papel y cartón en Vitoria

La recogida se realiza mediante los contenedores de color azul instalados en la vía pública, donde se puede depositar el papel/cartón separado y doblado para disminuir su volumen. Para los  grandes productores del municipio que generan una gran cantidad, como los comercios, se pueden hacer recogidas puerta a puerta. Otros puntos de recogida pueden ser los lugares adaptados como centro de recogida. 
El papel y cartón representan aproximadamente un 25% en peso de nuestra basura. Comprenden los periódicos, las revistas, los cartones, el papel escrito, etc. Presentan diferentes características debido a su composición y el uso de tintas. El papel de cocina es preferible que se separe con la materia orgánica. 
Los beneficios obtenidos del reciclaje del papel son la disminución del consumo de agua en un 85%, la disminución de la necesidad de fibras vegetales, la reducción de la contaminación atmosférica y del agua, el ahorro en el consumo de energía en un 65%, la reducción del volumen de residuos municipales y, además, evita las importaciones de madera y de papel viejo de otros países, lo que representa millones de toneladas cada año. 
De la recogida selectiva del papel-cartón se obtienen diferentes calidades de papel, como son el papel ecológico y el papel reciclado.

### Papel ecológico
El papel ecológico se elabora sin utilizar cloro en el proceso de blanqueo de la pasta. El papel ecológico se puede obtener a partir de papel reciclado, lo que garantiza la mínima utilización de productos químicos y la depuración de las aguas residuales. Los criterios para poder etiquetar un papel como ecológico en Europa se establecen reglamentariamente, estando vigente en el momento actual la Decisión (UE) 2019/70 de la Comisión, de 11 de enero de 2019, por la que se establecen los criterios de la etiqueta ecológica de la UE para el papel gráfico y los criterios de la etiqueta ecológica de la UE para el papel tisú y los productos de papel tisú.

### Papel reciclado
El papel reciclado se obtiene mayoritariamente a partir de papel viejo o residual. Se considera que cumple las condiciones de papel reciclado para impresión y escritura el papel que contiene, como mínimo, un 90% en peso de fibras de recuperación. La proporción de papel reciclado difiere según la función a la que sea destinada. Por ejemplo, los diarios tienen un 27,2% y en libros y revistas suele ser de un 10%.

## Recogida selectiva de vidrio

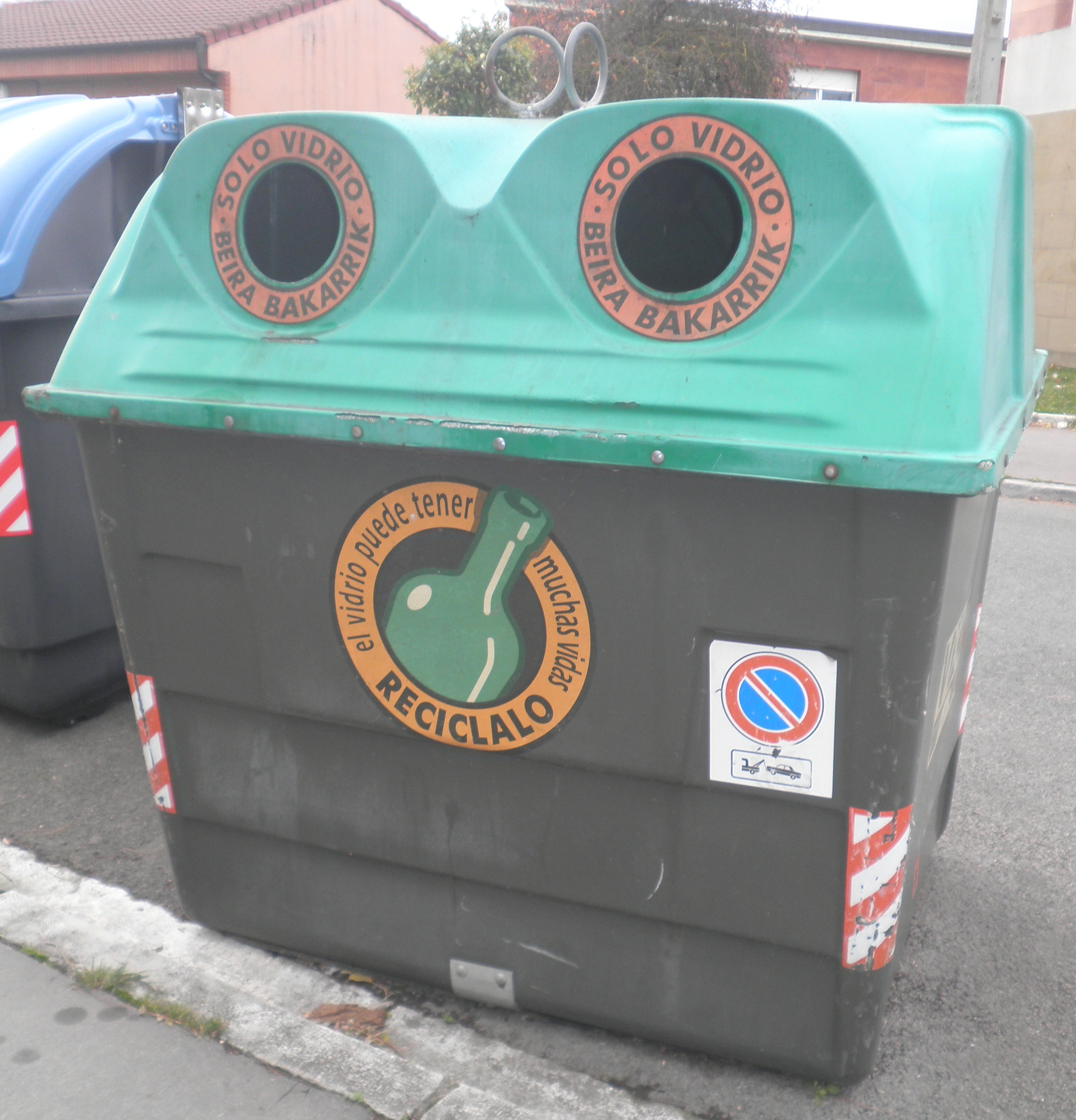
Contenedor de ecovidrio en Vitoria

Los ciudadanos pueden depositar los envases de vidrio limpios y sin tapones en los contenedores de color verde instalados en la vía pública. Para grandes productores del municipio, como los bares y los restaurantes, se pueden hacer recogidas puerta a puerta. 
Otros puntos de recogida pueden ser los centros de recogida, especialmente para las botellas de cava, ya que así se posibilita la reutilización. 
Hay diferentes tipos de vidrio: vidrio blanco, fundamentalmente como recipiente de comidas y bebidas, vidrio de color y vidrio plano (ventanas, platos, etc.). 
El reciclaje de vidrio permite disminuir el volumen de los residuos municipales, ya que el vidrio representa un 8% en peso de nuestra basura. También reduce la contaminación atmosférica en un 20% y de las aguas en un 50%, al tiempo que permite el ahorro de recursos naturales, puesto que cada kg de vidrio recogido sustituye a 1,2 kg de materias vírgenes. Además, hay una reducción del consumo de energía en un 26%. La energía que ahorra el reciclaje de una botella mantendría encendida una bombilla de 100 vatios durante 4 horas. 
Hay envases de vidrio retornables que, después de un proceso adecuado de lavado, se pueden volver a utilizar para la misma finalidad. Una botella de vidrio se puede reutilizar entre 40 y 60 veces con un gasto energético del 5% de la del reciclaje. 
El vidrio es 100% reciclable y mantiene el 100% de sus cualidades: teóricamente 1 kg de vidrio viejo da 1 kg de vidrio reciclado, si bien en la práctica la recogida en contenedores y los sistemas automatizados de tratamiento generan mermas y pérdidas de material durante el proceso. El reciclaje consiste en fundir el vidrio viejo para hacer uno nuevo.

## Recogida selectiva de materia orgánica

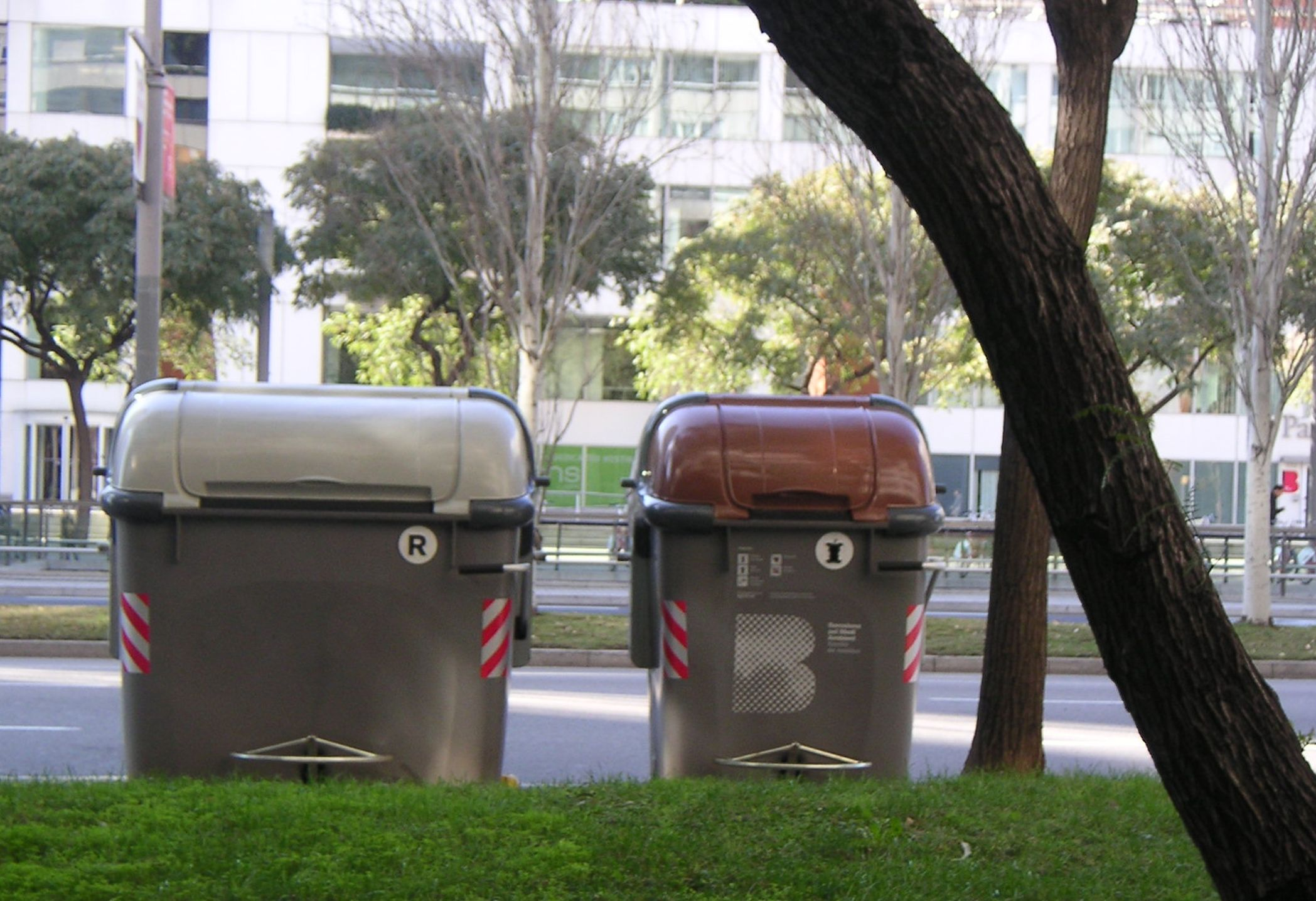
Contenedores en Barcelona. El blanco es para materia inorgánica y el marrón para orgánica.

La fracción orgánica (el desecho orgánico) es la más pesada debido a su densidad y es la mayoritaria cantidad de nuestra basura ya que representa, aproximadamente, un 40% de esta. En España, la recogida de la fracción orgánica es obligatoria para todos los municipios de Cataluña que superen los 5.000 habitantes. Sin embargo, todavía hay pueblos que no lo han iniciado. 
Los ciudadanos pueden depositar la materia orgánica en los contenedores de color marrón que hay en la vía pública. Para los grandes productores que generan una gran cantidad (restaurantes, hoteles, etc.) se puede hacer la recogida puerta a puerta. 
La materia orgánica se deposita en los contenedores dentro de bolsas que deberían ser compostables (de almidón de maíz). Debido a su precio más elevado y la dificultad para encontrar, algunos ayuntamiento dejan depositar la materia orgánica en bolsas de plástico de basura. 
La materia orgánica recogida es llevada a plantas de compostaje donde es convertida en compuesto. Este compuesto es utilizado como fertilizante orgánico. 
Hay Ayuntamientos y Consejos Comarcales que, aparte de implantar la recogida selectiva de la materia orgánica, subvencionan el compostaje casero. Este se basa en hacer compuesto en nuestra casa a partir de las propias restos de comida y del jardín mediante un compostador. 
Se considera materia orgánica: 

### Restos decomiday de la cocina
- Restos de fruta y verdura,
- Restos de carne y pescado,
- Papel de cocina y servilletas sucias,
- Cáscaras de huevo y frutos secos,
- Poso de café y restos de infusiones.

### Fracción resto
En las poblaciones donde está implantada la recogida selectiva de materia orgánica se llama fracción resto a los residuos que no son reaprovechables (pañales, etc.).

## Recogida de residuos especiales
Dentro de los residuos sólidos urbanos existen un grupo de ellos que por sus características especiales se deben de gestionar por una vía diferente al resto de RSU.
Se incluyen todos aquellos residuos que por su composición química o por  sus propiedades físicas presentan unas características peligrosas para el medio ambiente o para la salud humana que hace que se tenga que plantear una gestión especial. Ej.: pinturas, barnices, disolventes, medicamentos caducados, fluorescentes, luces de vapor de mercurio, aceites, pilas, baterías, envases a presión, electrodomésticos que contengan sustancias tóxicas, residuos informáticos, etc.

## Disposiciones legales para la recogida selectiva

### Europa
La legislación europea sobre gestión de residuos introduce el concepto de "responsabilidad ampliada del productor", imponiendo la obligación a los fabricantes de aceptar y eliminar los productos devueltos tras haber sido utilizados. Según la Directiva 2008/98/CE del Parlamento Europeo y del Consejo, de 19 de noviembre de 2008, sobre los residuos, antes de 2015 deberá efectuarse una recogida separada para, al menos, las materias siguientes: papel, metales, plástico y vidrio.

### España
En Cataluña se desarrolla a partir de la  ley 6/1993, de 15 de julio, reguladora de los residuos  que obliga a implantar la recogida selectiva en todos los municipios de más de 5.000 habitantes. 
En el ámbito estatal, la Ley 11/1997, de 24 de abril, de Envases y Residuos de Envases obliga a las empresas a cobrar una cantidad en cada envase de producto producido y la devolución de esta cantidad cuando el envase es devuelto vacío.
La otra opción para las empresas era participar en un Sistema Integrado de Gestión que recoge los envases y de esta manera las empresas productoras de envases no deben hacerse cargo de su gestión. De esta manera, el año 1996 se crea ECOEMBES (Ecoembalajes España, S.A.), cuyos accionistas son los envasadores y otros agentes con responsabilidad en la recuperación y reciclaje de los envases de usar y tirar para dar respuesta a las obligaciones contempladas en la Ley 11/1997, colaborando con las comunidades autónomas y ayuntamientos en la recogida selectiva de envases.
Ecoembes debería pagar la diferencia de coste entre la recogida de sólidos urbanos y el coste de la recogida selectiva. Esta diferencia es financiada por las empresas envasadoras adheridas, cuya contribución económica depende de la cantidad y la tipología de los envases puestos a la venta. Los envases adheridos a este sistema estarían marcados con el punto verde, que informaría al consumidor de que el precio de venta del producto incluye la aportación de los distribuidores del producto envasado al sistema de recogida selectiva. El retraso en la incorporación de los requisitos europeos y la normativa española del sistema Ecoembes están comprometiendo las opciones de mejora de los datos sobre reciclaje, que se sitúan en un 29% para residuos municipales.
En el caso del vidrio, Ecovidrio es la asociación sin ánimo de lucro donde están representados los sectores relacionados con el reciclaje de vidrio (envasadores, recuperadores y fabricantes) encargada de la gestión de envases de vidrio en España. La separación de la fracción vidrio en áreas de aportación fue la pionera ya que se inició la recogida segregada de esta fracción antes de instaurarse la recogida selectiva. También en cuanto a la recogida puerta a puerta, los clásicos traperos tenían un papel muy relevante.

## Ejemplos de contenedores para la recogida selectiva

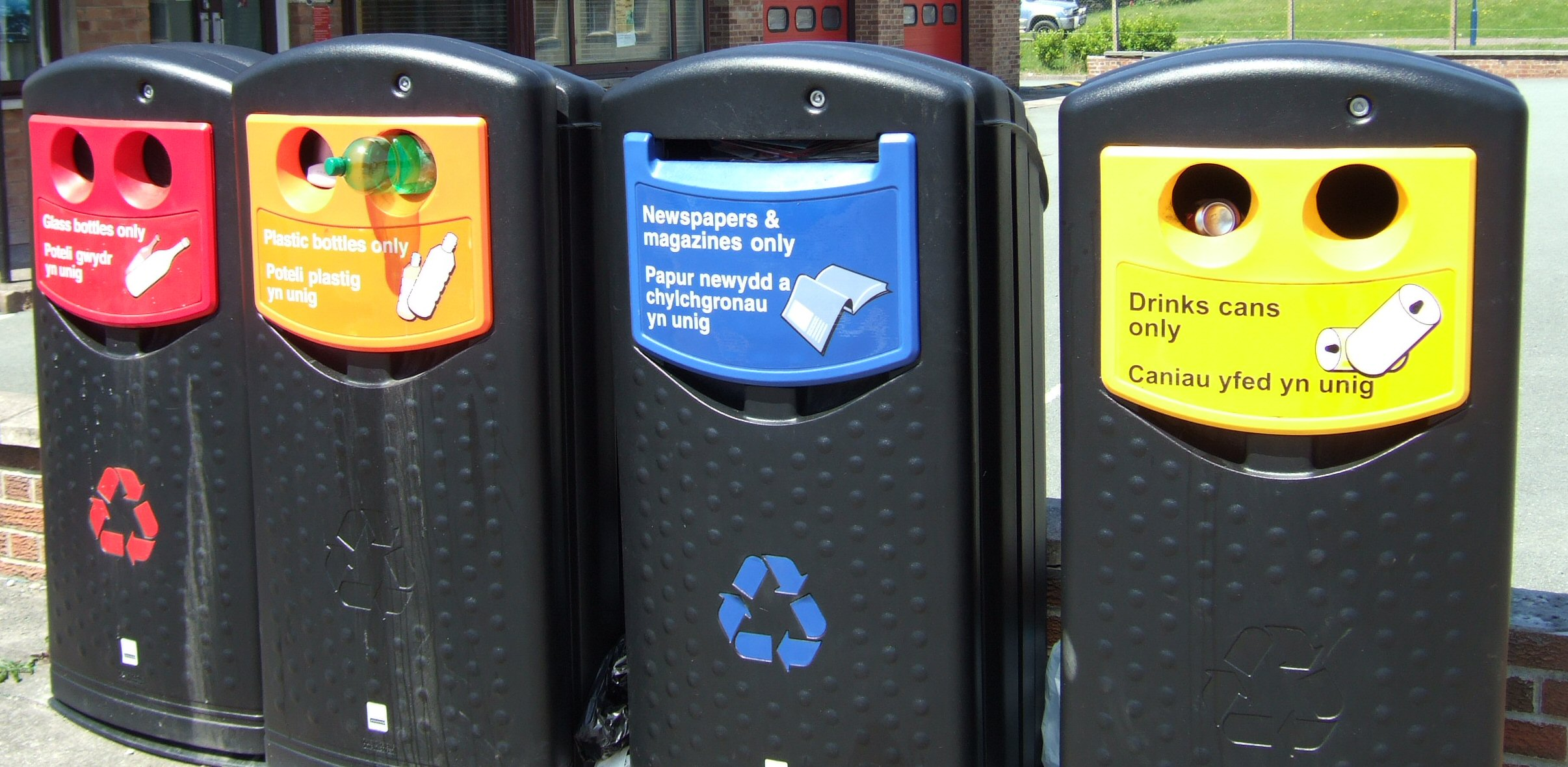
En el País de Gales
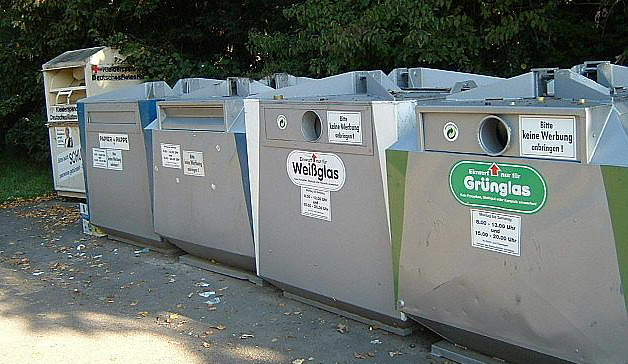
En Alemania
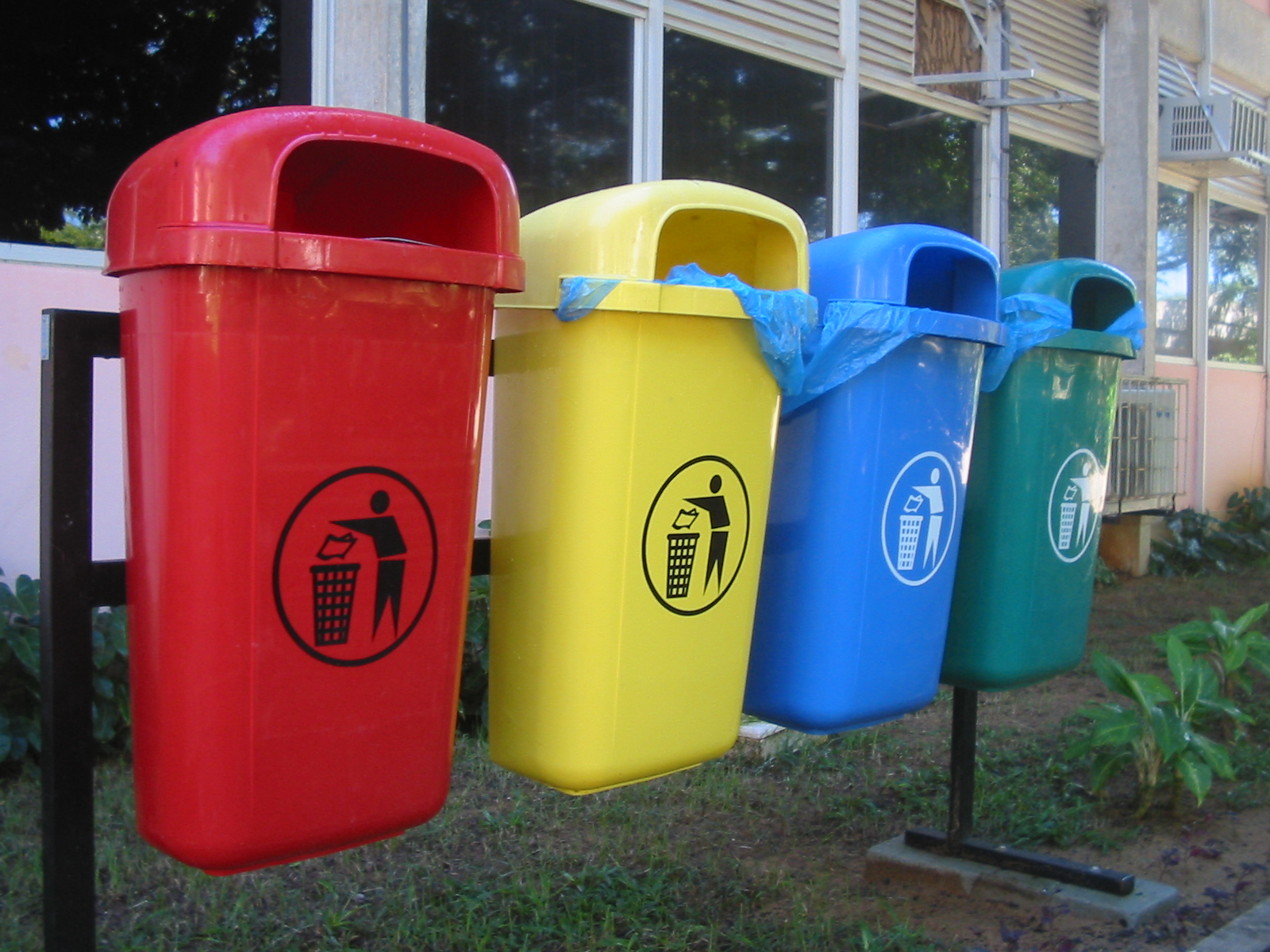
En Brasil
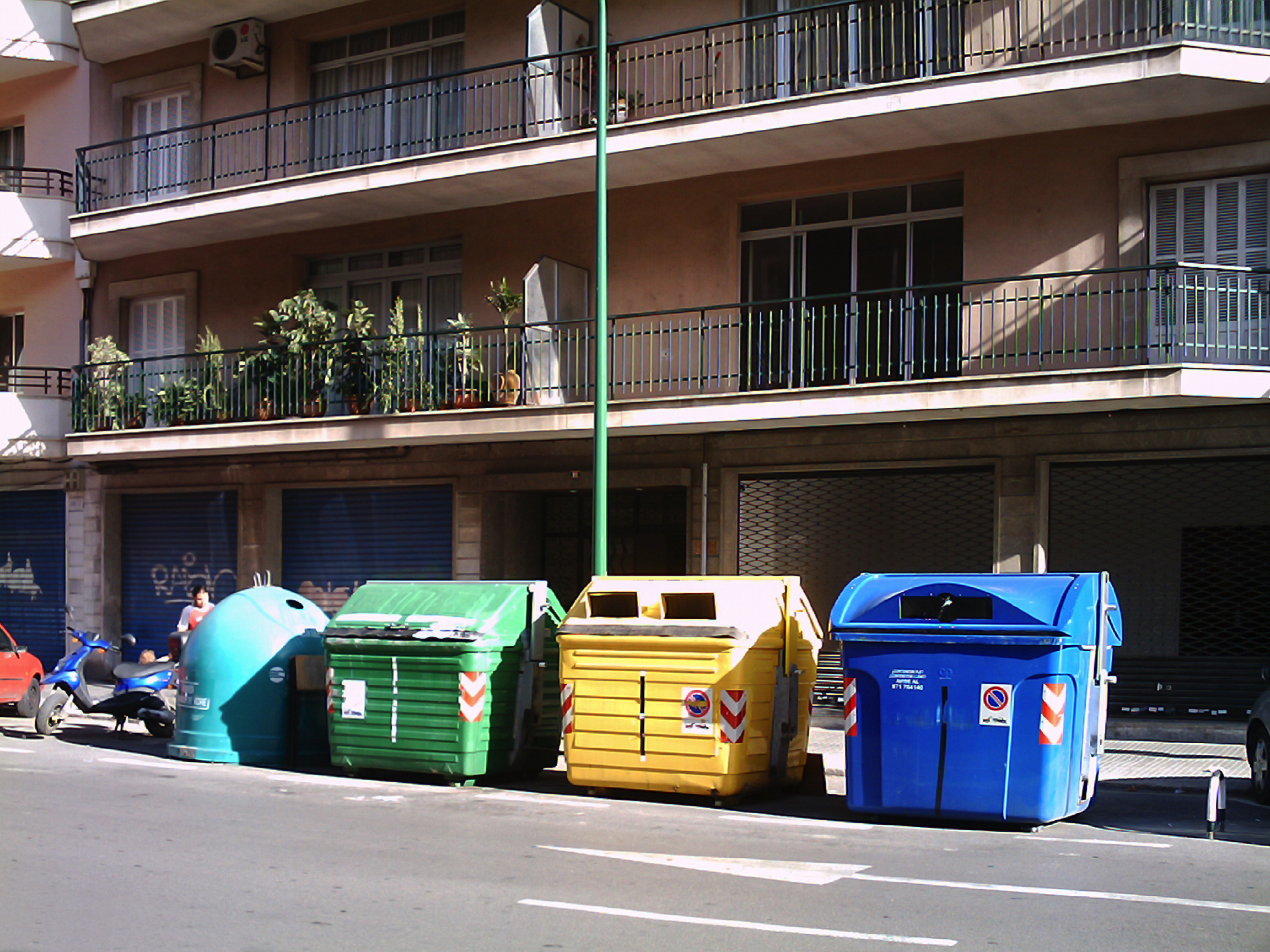
En España
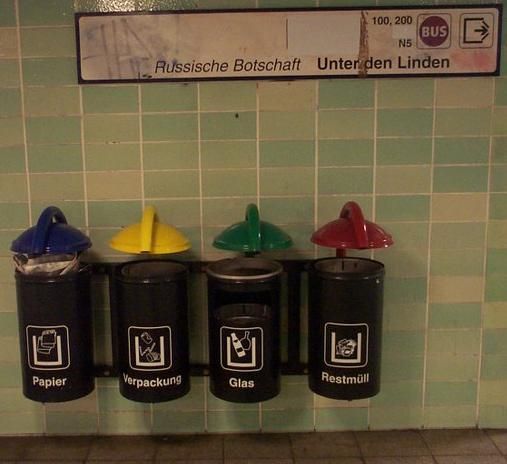
En Alemania (Berlín)
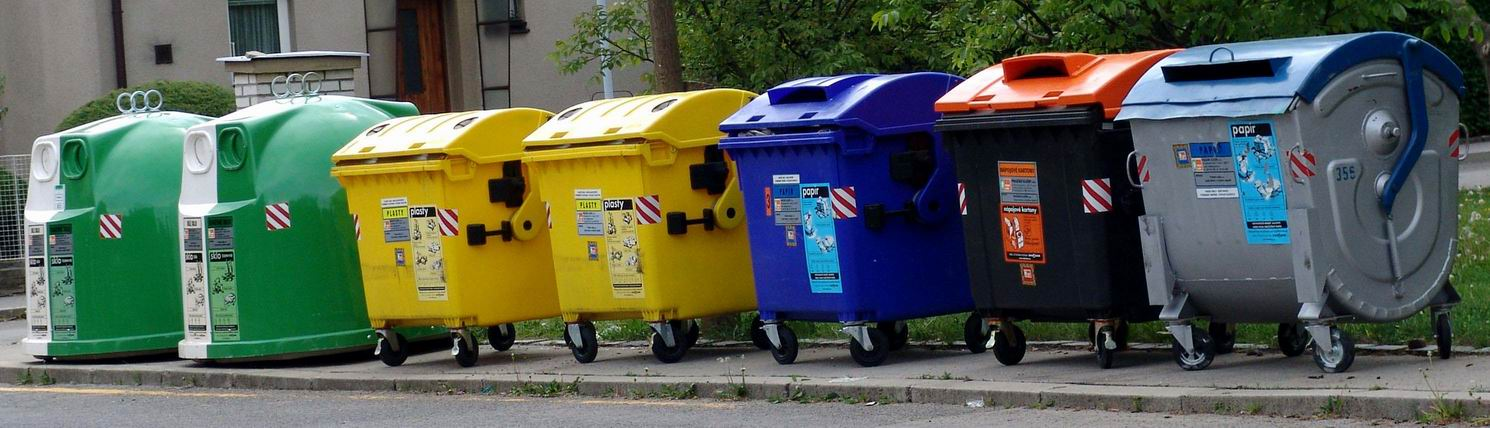
En la República Checa (Praga)
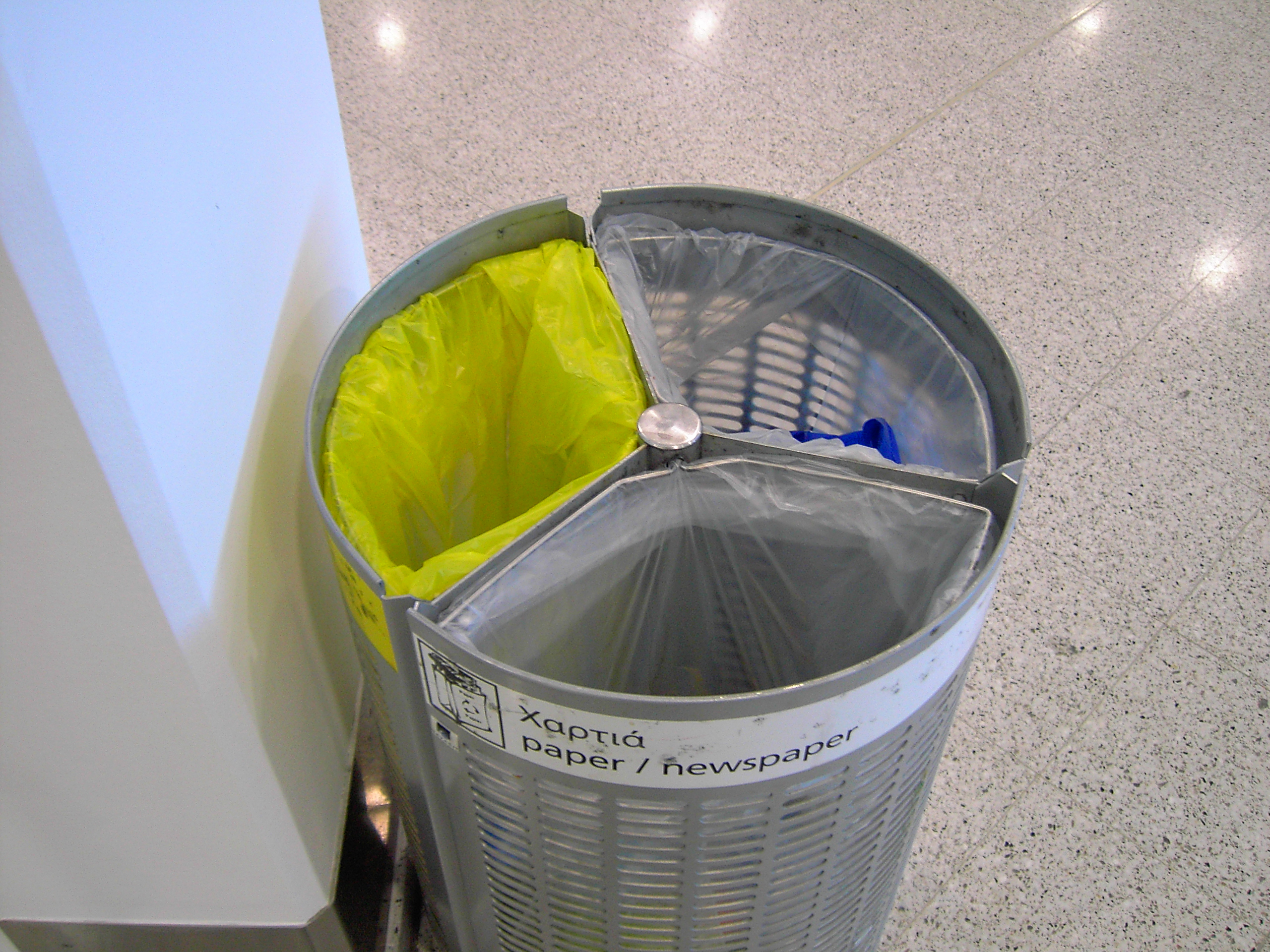
Contenedor público adaptado a la recogida selectiva en Atenas
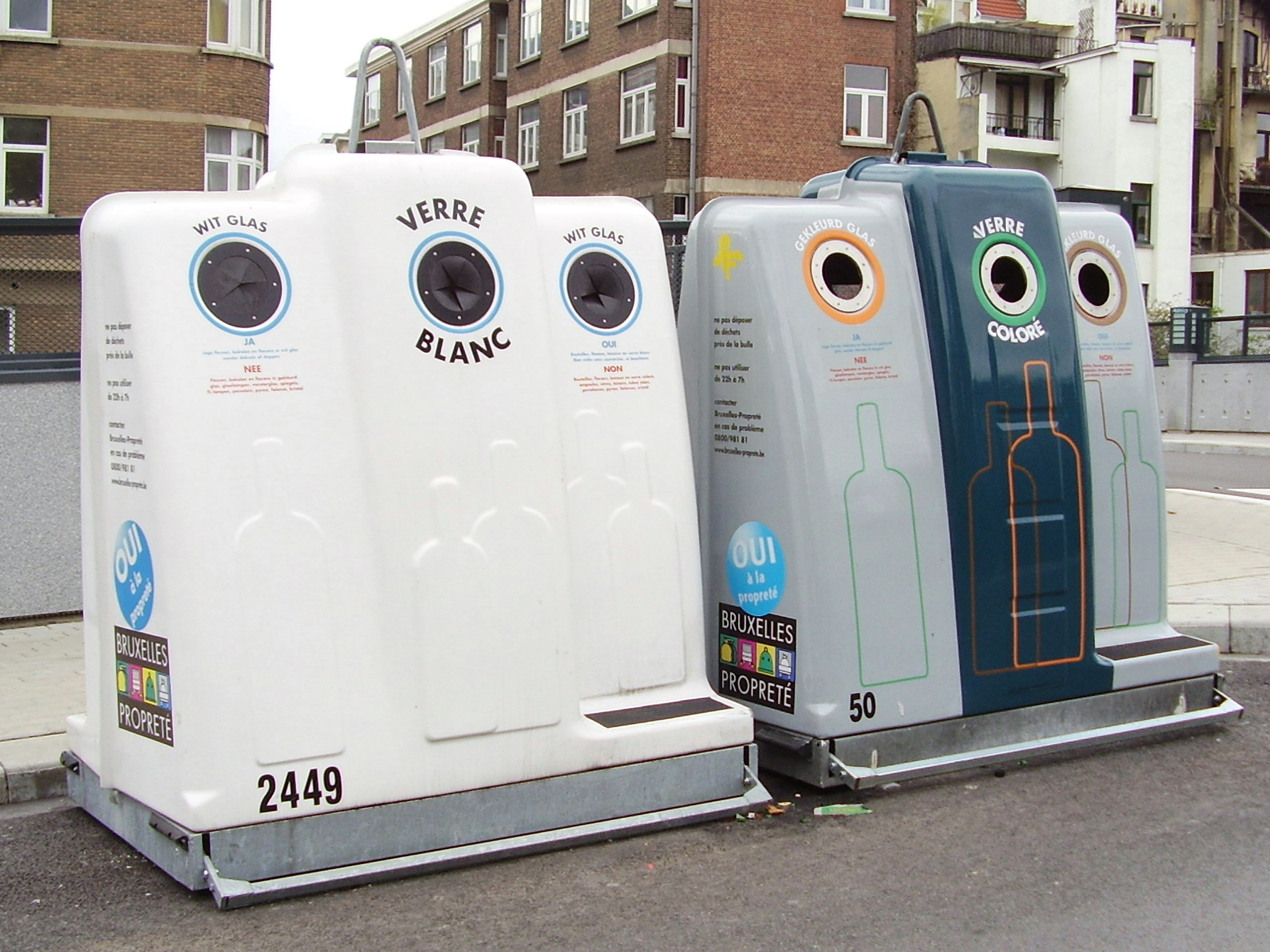
Contenedores para la recogida selectiva de vidrio en Bélgica (Bruselas)